# أياس محمد باشا
أياس محمد باشا (بالتركية الحديثة: Ayas Mehmed Paşa) ـ (1483 ـ 13 يوليو 1539) هو سياسي عثماني، أرناؤوطي المولد، شغل منصب الصدر الأعظم للدولة العثمانية في عهد السلطان سليمان القانوني، بين عامي 1536 و1539.

## نشأته وصعوده
أُخذ أياس محمد باشا في طفولته إلى الآستانة وفقًا لنظام الدوشيرمة وأُلحق بالإنكشارية. شارك في معركة جالديران والفتح العثماني للشام ومصر. كان واليًا (بكلربك) للأناضول وحاكمًا لدمشق عامي 1520 و1521، وفي عهد سليمان القانوني صار واليًا على الروملي، ثم صار وزيرًا في أعقاب الفتح العثماني لجزيرة رودس سنة 1522. شارك في معركة موهاج وحصار فيينا والحرب العثمانية في العراق (1534 ـ 1535).

### الصدارة العظمى
في سنة 1536 صعد أياس محمد باشا إلى منصب الصدارة العظمى، عقب إعدام الصدر الأعظم السابق إبراهيم باشا الفرنجي، وظل في منصبه حتى وفاته سنة 1539. من أهم الأحداث التي جرت أثناء صدارته العظمى حملة كورفو (1537) والحرب على آل هابسبورغ في فيينا (1537 ـ 1540)، وسيطرة العثمانيين بشكل كامل على منطقة فلوره ـ مسقط رأس أياس محمد باشا ـ وتأسيس سنجق دلفينا.

## وفاته
توفي أياس محمد باشا في إسطنبول من جرّاء مرض الطاعون في 13 يوليو 1539، ودُفن في جامع أيوب سلطان.

## في الدراما الحديثة
قام بدور أياس محمد باشا في مسلسل حريم السلطان الممثل فهمي قره أرسلان.